# Christophe Blanc
Christophe Blanc, né à Saint-Vallier le 1er août 1966, est un réalisateur et scénariste français.

## Biographie
Il étudie la photographie et le cinéma à l'Université de Provence avant de s'installer  en 1987 à Paris, où il réalise ses premiers courts-métrages.
Son film Faute de soleil est présenté à la Quinzaine des réalisateurs lors du Festival de Cannes 1995.

## Filmographie

### Réalisateur et scénariste
- 1992 : Violente (court métrage)[2]
- 1996 : Faute de soleil (moyen métrage)
- 2000 : Une femme d'extérieur
- 2003 : Une grande fille comme toi (téléfilm)
- 2010 : Blanc comme neige
- 2011 : Goldman (téléfilm)
- 2019 : Just Kids

### Scénariste
- 2013 : Animal serenade de Béryl Peillard (court métrage)